# The Finders
The Finders es una organización de estilo de vida alternativo de Estados Unidos, basada en Washington D. C., presuntamente vinculada con una red de explotación infantil. El grupo fue descubierto en 1987, a raíz de una llamada telefónica que denunció a un par de hombres jugando en un parque con seis niños de aspecto desaliñado. Las circunstancias del caso condujeron al surgimiento de teorías de conspiración alrededor de The Finders, como que eran un culto satánico o que el grupo era una fachada de la Agencia Central de Inteligencia (CIA) para entrenar agentes.

## Caso
Dos hombres, Douglas Ammerman y James Michael Howell, fueron arrestados el 4 de febrero de 1987 en Tallahassee, Florida, después de que una serie de testigos reportó haber visto en Myers Park una camioneta con seis infantes desaliñados y hambrientos, de entre dos y 11 años de edad.
Al ser interrogados, uno de los sospechosos declaró que eran profesores de Washington D. C. y que iban en camino a México con los niños para establecer una escuela para niños prodigio. Al ser cuestionados sobre el paradero de los padres, ambos se tornaron evasivos y rehusaron dar información, por lo que fueron arrestados por el delito de abuso infantil. Al no poder localizar a las madres de los niños, la policía los puso bajo custodia del Estado.
De acuerdo con la policía, cinco de los niños eran incapaces de comunicarse y no reconocían objetos cotidianos. La policía logró interrogar a Mary, la mayor de los niños, quien declaró que todos vivían juntos en un domicilio en Washington D. C. donde se encontraban sus madres. Mary señaló que habían estado viajando por diferentes sitios, quedándose en campamentos y durmiendo en tiendas o en la camioneta. La niña mencionó que la última vez que habían visto a sus madres fue antes de Navidad, sin embargo, aclaró que no las veían con frecuencia porque ellos [los infantes] estaban siendo «destetados».
Mary indicó que no iban a la escuela y que los dos hombres les enseñaban juegos donde debían hacer cosas a cambio de recompensas, como alimentos. La niña contó que los adultos debían hacer lo que el «jefe del juego» (game caller) les pedía y ellos, a su vez, ordenaban a los niños qué hacer. Los investigadores le preguntaron a Mary si había sido víctima de abuso, a lo que ella se tornó evasiva y negó cualquier comportamiento inapropiado o tocamientos.
Cuando la policía de D.C. se enteró del arresto, le comentaron a los oficiales de Tallahassee que estaban indagando sobre el grupo, al que presumían un culto satánico. En diciembre de 1986, un detective de D.C. había encontrado, en un domicilio vinculado con el grupo, un claro de setenta yardas detrás de la casa, con varios tocones (troncos de árbol) alrededor del área abierta. También halló diversas rocas redondas juntas cerca del círculo, así como evidencias de que algunas personas se habían reunido ahí recientemente.
El caso atrajo rápidamente la atención de los medios de comunicación debido al pánico moral de la época, conocido como el Pánico Satánico. La especulación incrementó cuando, en un cateo a una bodega en D.C., se encontraron fotos de los niños con cabras sacrificadas en un álbum fotográfico, titulado La ejecución de Henrietta e Igor. Las imágenes mostraban a adultos y niños, vestidos con túnicas, matando las cabras en un bosque. Una foto mostraba a los menores sacando crías muertas de un vientre, mientras otra presentaba a un adulto enseñándole la cabeza de una cabra a un niño asombrado. La policía también se sorprendió por haber encontrado computadoras y software, algo inusual para la época.
La cobertura mediática reportó que la organización tenía conexiones en todo el mundo, usaba a los menores para «obtener poder y dinero» y poseía dos cuentas bancarias con más de 100 mil dólares cada una. Uno de los oficiales de policía de Tallahassee comentó que creía que los niños no habían sido secuestrados, sino entregados por sus padres como parte de un rito de iniciación; y que la organización se extendía «de Canadá a México», con repercusiones internacionales.
A raíz de la especulación, el 10 de febrero de 1987, la policía de Tallahassee declaró que no había evidencia criminal acerca de The Finders. Robert Garder Terrell, un vocero de la organización, ofreció una rueda de prensa portando una máscara del presidente Ronald Reagan, donde indicó que las madres de los niños habían hablado con las autoridades y que el grupo estaba cooperando con las investigaciones. Maurice T. Turner, jefe de policía de Washington, señaló que, aunque el estilo de vida de The Finders «puede diferir de la norma social», no se había encontrado evidencia de que la organización fuese un culto y que estuviera envuelta en rituales satánicos. El reporte policial concluyó que, aunque el comportamiento de The Finders era anormal, no podía considerarse criminal, ya que «si este estilo de vida es apropiado y aceptable es un asunto subjetivo».
Las madres de los niños encontrados viajaron a Florida para explicar lo sucedido. Según los reportes policiales, los hombres del grupo habían llevado a los niños a Kentucky, donde harían un trabajo de construcción, mientras que las mujeres se fueron a California por un trabajo temporal. Cuando los hombres llegaron a Kentucky, se percataron que el proyecto estaba detenido, por lo que habían decidido llevarse a los niños a una «aventura» a Florida. Las madres aceptaron que los hombres habían manejado pobremente la situación al mentir sobre un supuesto viaje a México. Ellas también negaron que fueran parte de un culto satánico y explicaron que las fotos de los niños con las cabras sacrificadas eran parte de una lección ─como una clase de Biología─ para mostrarles de dónde proviene la carne y que las túnicas eran «para impresionar a los chicos sobre la seriedad de matar a un animal».
Seis semanas después del arresto, Ammerman y Howell fueron liberados. El Estado decidió retirar los cargos contra los acusados en marzo de 1987. De igual manera, un juez resolvió que tres de los seis niños debían ser devueltos a sus madres, en lo que se consideró como una victoria al «derecho a ser diferente». Por su parte, Robert Garder Terrell declaró que el experimento había fallado y que la organización se disolvería después de 17 años de convivencia. «No escucharán de The Finders de nuevo hasta que Hong Kong sea gobernado por los chinos y el canal de Panamá sea manejado por los panameños, en otras palabras, al menos hasta el año 2000», sentenció Terrell.
Tras el incidente de Tallahassee, la mayoría de las mujeres abandonaron el grupo, mientras que otros miembros se fueron saliendo con el paso del tiempo. En 1995, nueve exintegrantes demandaron a The Finders (Arico vs. The Finders), exigiendo su parte de los bienes de la organización, estimada en dos millones de dólares en propiedades y efectivo.
En 2019, el Buró Federal de Investigaciones (FBI) desclasificó cerca de 300 páginas de documentos vinculados a la organización.

## Organización
The Finders es descrita como una comuna de estilo de vida alternativo, compuesta por 20 hombres y 7 niños, fundada y liderada por Marion Pettie. La organización estaba dispersa a lo largo de distintos domicilios en Washington D. C. con un centro de operaciones en una bodega en Florida Avenue. Durante la década de los 1980, llegó a atraer a casi tres docenas de personas.
La organización fue considerada por la policía de Tallahassee como un remanente de un movimiento contracultural iniciado por Pettie a finales de los años 1960. Los orígenes del grupo datan de antes de la Segunda Guerra Mundial, en una casa abierta en Washington D. C. que Pettie tenía cuando era sargento del Ejército estadounidense.
Pettie nació y creció en el condado de Culpeper, en Virginia. Abandonó los estudios durante el nivel medio, por considerar que la escuela interfería con su educación. De acuerdo con declaraciones en la corte, Pettie aceptó que nunca tuvo un trabajo formal, «a menos que consideres ser líder de un culto como un empleo de tiempo completo». Pettie se hacía llamar a sí mismo El Caminante (The Stroller).
Los integrantes de The Finders participaban en un «juego» elaborado por Pettie, a quien llamaban «el jefe del juego». Pettie hacia viajar a los miembros del grupo alrededor del mundo como periodistas independientes, consultores de informática o recolectores de información. Los integrantes compartían sus recursos financieros en un fondo común, mientras que las mujeres asumían posiciones de poder. El objetivo de The Finders era «formar una familia extendida basada en la confianza mutua, en lugar de los lazos de sangre» para la crianza de niños «libres».
Terrell, quien participó en la demanda contra The Finders en 1995, explicó en una entrevista que la idea original del grupo era «explorar tu propia persona y descubrir tu verdadera identidad». Pettie, en su rol de «jefe del juego», asignaba tareas como tomar un trabajo temporal como contador en un despacho legal de D.C. o tomar un vuelo a Japón para reunir información sobre empresas japonesas y reportar de vuelta, todo como parte de una «subcultura basada en el capricho y la intriga».
A partir del incidente de 1987, el grupo se desbandó, lo que provocó que Pettie se volviera más autoritario. Terrell abandonó la organización en 1991 debido a que Pettie decidió cambiar las reglas del fondo común (al que llamaba el Banco Invisible) por un fondo perdido (El Club del Último Hombre), implicando que el dinero aportado no podía ser reclamado.
En 1996, The Finders aún se mantenía con ocho integrantes activos, de acuerdo a Pettie. La organización también operaba varias empresas en el área de D.C., incluyendo una firma llamada Global Press y diversas oficinas en el National Press Building.

## Teoría de conspiración
The Finders volvió a alcanzar notoriedad en 1993, cuando Skip Clements, un residente de Florida que había estado investigando al grupo por años, sostuvo que la Oficina de Aduanas y Protección Fronteriza cerró la investigación a petición de la Agencia Central de Inteligencia. De acuerdo con Clements, The Finders estaba siendo utilizado como una fachada para un programa de entrenamiento de agentes. El reclamo incluso convenció a un par de congresistas y desencadenó una investigación del Departamento de Justicia.
La sospecha se desató debido a que la agencia de inteligencia había mandado en los 1980 a algunos empleados a una empresa llamada Future Enterprises Inc. para recibir capacitación en informática. Un vocero de la CIA indicó que la dependencia desconocía que la compañía tuviera lazos con The Finders, ya que se reveló que Robert Garder Terrell había trabajado ahí hasta antes de ser despedido en febrero de 1987. Así mismo, un reporte de la Oficina de Aduanas, citado por The Washington Post, afirmaba que la CIA había admitido ser dueña de la organización como fachada de una operación doméstica para entrenamiento en computación, pero que «se había estropeado». Un vocero de Aduanas negó que se les hubiera solicitado dejar el caso y afirmó que cerraron su investigación porque no se encontraron violaciones de aduana.
La investigación del Departamento de Justicia negó haber encontrado evidencia sobre los señalamientos y fue cerrada en 1994.